# Ukedo
De Ukedo (Ukedo-gawa) is een korte rivier van minder dan 20 km in de prefectuur Fukushima, Japan. De rivier ontspringt in het Abukumagebergte, stroomt in oostelijke richting en mondt uit in de Grote Oceaan enkele kilometers na de samenvloeiing met de rivier Takase. De loop van de rivier ligt volledig binnen de gemeente Namie en de zwaarst getroffen zone na de Kernramp van Fukushima.